# Per Mathiesen
Per Anton Mathiesen (Mathisen) (født 11. marts 1885 i Kragerø, død 2. juni 1961 i Sarpsborg) var en norsk gymnast, som deltog i OL 1912 i Stockholm.
Ved OL 1912 var han med for Norge i holdkonkurrencen i frit system. Nordmændene vandt konkurrencen med 22,85 point, mens Finland på andenpladsen fik 21,85 og Danmark på tredjepladsen 21,25 point.